# Beilschmiedia pilosa
Beilschmiedia pilosa är en lagerväxtart som beskrevs av André Joseph Guillaume Henri Kostermans. Beilschmiedia pilosa ingår i släktet Beilschmiedia och familjen lagerväxter. Inga underarter finns listade i Catalogue of Life.